# William O'Connell
William Henry O'Connell (Lowell, 8 dicembre 1859 – Boston, 22 aprile 1944) è stato un cardinale e arcivescovo cattolico statunitense, arcivescovo di Boston dal 1907 alla morte.

## Biografia
William Henry O'Connell nacque l'8 dicembre 1859 a Lowell, Stato federato del Massachusetts ed arcidiocesi di Boston, sulla East Coast degli Stati Uniti d'America. Era l'ultimo degli undici figli di John O'Connell e di sua moglie Bridget Farrelly, immigrati irlandesi. Il padre lavorava in una fabbrica tessile e morì quando William aveva quattro anni. Negli anni di liceo, William si distinse nella musica, in particolare al pianoforte e all'organo.
O'Connell si iscrisse nel 1876 al St. Charles College di Ellicott City, nel Maryland. Qui fu allievo del celebre poeta John Banister Tabb. Tornò nel Massachusetts due anni più tardi e si immatricolò nel Boston College, laureandosi nel 1881 con medaglia d'oro in filosofia, fisica e chimica. Proseguì i suoi studi al Pontificio Collegio Americano del Nord di Roma.

### Ministero sacerdotale
Ricevette l'ordinazione sacerdotale il 7 giugno 1884, a Roma, per imposizione delle mani del cardinale Lucido Maria Parocchi, vicario generale di Sua Santità per la Diocesi di Roma; si è incardinato, ventiquattrenne, come presbitero dell'arcidiocesi di Boston. Una polmonite ed una congestione bronchiale lo costrinsero a rinunciare al dottorato in teologia presso la Pontificia Università Urbaniana, obbligandolo a ritornare negli Stati Uniti nel 1885 senza aver conseguito il titolo accademico.
Prestò il suo ministero pastorale nella chiesa di San Giuseppe a Medford fino al 1886, da cui fu trasferito alla chiesa di San Giuseppe del West End di Boston. Nel 1895 tornò a Roma, con l'incarico di rettore del Pontificio Collegio Americano del Nord, succedendo a Denis Joseph O'Connell. Ottenne il titolo di prelato domestico di Sua Santità nel 1897.

### Ministero episcopale

#### Vescovo di Portland
Il 14 maggio 1901 papa Leone XIII lo nominò, quarantunenne, 3º vescovo di Portland; succedette a James Augustine Healy, deceduto settantenne il 5 agosto 1900 dopo aver guidato la diocesi per venticinque anni. Ricevette la consacrazione episcopale il 19 maggio seguente, presso la Basilica di San Giovanni in Laterano, per imposizione delle mani del cardinale Francesco Satolli, arciprete della medesima basilica e prefetto della Congregazione degli studi, assistito dai co-consacranti monsignori Edmund Stonor, arcivescovo titolare di Trebisonda, e Rafael Merry del Val, arcivescovo titolare di Nicea e presidente della Pontificia Accademia Ecclesiastica nonché futuro cardinale. Come suo motto episcopale il neo vescovo O'Connell scelse Vigor in arduis, che tradotto vuol dire "Forza nelle difficoltà". Al suo arrivo nel Maine fu accolto ufficialmente dal governatore John F. Hill. Papa Pio X gli donò un reliquiario della Vera Croce dopo il Conclave del 1903; in seguito prese possesso della diocesi durante una cerimonia svoltasi nella Cattedrale dell'Immacolata Concezione a Portland.
Nel 1905, in aggiunta ai suoi doveri di vescovo diocesano, O'Connell fu nominato inviato papale presso l'imperatore del Giappone Meiji; ricevette allora la decorazione di Gran Cordone dell'Ordine del Sacro Tesoro. Nel 1905 divenne assistente al Soglio pontificio. All'epoca si parlava di una sua "autocandidatura" all'arcidiocesi di Boston, per via delle sue donazioni per le cause promosse dalla Santa Sede e delle sue dichiarazione pubbliche di lealtà al papa.

#### Arcivescovo di Boston
Il 7 febbraio 1906 papa Pio X lo promosse, quarantaseienne, arcivescovo coadiutore con diritto di successione di Boston, assegnandogli contestualmente la sede arcivescovile titolare di Costanza di Scizia. 
Un anno e mezzo dopo, il 30 agosto 1907, giorno della morte dell'ottantacinquenne monsignor John Joseph Williams, succedette per coadiutoria come arcivescovo metropolita di Boston all'età di quarantasette anni. In seguito ricevette il pallio, simbolo di comunione tra la Santa Sede ed il metropolita.
Nel 1910 fu destinatario dell'epistola Pontificium institutum in cui papa Pio X lo ringraziava per le elargizioni a favore dell'istituzione.
O'Connell favorì una gestione centralizzata delle organizzazioni diocesane, fra cui scuole, ospedali e ricoveri. O'Connell ebbe un immenso potere politico e sociale nel Massachusetts, guadagnandosi il soprannome di "Number One." Ad esempio, esercitò la sua influenza per opporsi alla legge del 1935 che voleva istituire una lotteria statale nel Massachusetts e si schierò per il no al referendum del 1942 che voleva liberalizzare il controllo delle nascite statale. L'unico politico del tempo che ebbe un'influenza paragonabile a quella del cardinal O'Connell fu il governatore (e futuro presidente degli Stati Uniti d'America) Calvin Coolidge, ma anche Coolidge scelse accortamente le sue battaglie, cercando di evitare il più possibile di opporsi all'arcivescovo. Negli anni prima della Seconda guerra mondiale O'Connell fu un punto di riferimento per i neutralisti, che cercavano di mantenere gli Stati Uniti estranei al conflitto, prima dell'attacco di Pearl Harbor.

### Cardinalato
Papa Pio X lo creò cardinale nel concistoro del 27 novembre 1911, poco prima di compiere cinquantadue anni; fu il primo arcivescovo di Boston a ricevere la dignità cardinalizia (non contando il primo vescovo di Boston, Jean Lefebvre de Cheverus, che divenne cardinale dopo aver lasciato la diocesi). Tre giorni dopo, il 30 novembre, gli vennero conferiti la berretta ed il titolo cardinalizio di San Clemente, vacante dal 25 aprile 1908, giorno della morte del cardinale italiano Gennaro Portanova, arcivescovo metropolita di Reggio Calabria.
O'Connell arrivò in ritardo ai due conclavi che si svolsero durante il suo lungo cardinalato, nel 1914 e nel 1922, per lo svantaggio di dover attraversare l'Oceano Atlantico. A seguito della sua protesta papa Pio XI volle allungare a quindici giorni il tempo fra la morte del papa e l'ingresso nel conclave. O'Connell riuscì così a partecipare al conclave del 1939, che elesse papa Pio XII.
Colpito da una pneumonia, morì il 22 aprile 1944 nel quartiere di Brighton a Boston, all'età di ottantaquattro anni; cosciente fino all'ultimo, aveva risposto alle preghiere per i morenti ed aveva impartito un'ultima benedizione ai membri fedeli della sua famiglia. Fu il penultimo cardinale creato da Pio X a morire: gli sopravvisse solo Gennaro Granito Pignatelli di Belmonte. Al termine dei solenni funerali, il 28 aprile seguente la salma venne tumulata nella tomba che si fece costruire presso la Cappella dell'Immacolata Concezione presso il Seminario di San Giovanni a Boston.
Durante il suo episcopato a Boston, lungo ben 36 anni, il numero delle religiose consacrate passò da 1567 a 5459; quello delle parrocchie da 194 a 322; le chiese cattoliche aumentarono da 248 a 375; i sacerdoti diocesani da 488 a 947.

## Prese di posizione

### Lavoro minorile
Si oppose al Child Labor Amendment, una proposta di emendamento costituzionale che disponeva che il lavoro minorile fosse regolato da leggi federali, anziché statali.

### Hollywood
Denunciò Hollywood come "lo scandalo della nazione".

### Teorie di Albert Einstein
Si espresse contro le teorie religiose di Albert Einstein, considerandolo un "autentico ateismo, quantunque mascherato da panteismo cosmico."

### Eutanasia
Si oppose all'eutanasia, definendo la sofferenza "la disciplina dell'umanità".

### Pudicizia
Espresse posizioni intransigenti sulla pudicizia, giungendo a comunicare ai suoi preti che avrebbero potuto rifiutarsi di amministrare la Comunione alle donne che portavano il rossetto.

### Musica pop
Si oppose anche alle canzonette, affermando che "Nessun vero Americano praticherebbe quest'infima arte. Infatti, non sono uomini...Se ascoltate attentamente troverete il più basso appello all'emozione sessuale dei giovani."

### Rapporti con il cardinal Spellman
Non era in rapporti molto cordiali con il cardinale Francis Spellman, che fu suo vescovo ausiliare prima di essere promosso arcivescovo di New York; una volta dichiarò "Francis riassume in sé ciò che accade a un bibliotecario quando gli insegni a leggere."

### Ecumenismo
Prese posizioni nette contro l'ecumenismo. Ad esempio nel 1908 durante le cerimonie del centenario dell'arcidiocesi di Boston, la città dei Puritani, dichiarò che i Puritani erano tramontati, ma i cattolici rimanevano.

## Genealogia episcopale e successione apostolica
La genealogia episcopale è:
- Cardinale Scipione Rebiba
- Cardinale Giulio Antonio Santori
- Cardinale Girolamo Bernerio, O.P.
- Arcivescovo Galeazzo Sanvitale
- Cardinale Ludovico Ludovisi
- Cardinale Luigi Caetani
- Cardinale Ulderico Carpegna
- Cardinale Paluzzo Paluzzi Altieri degli Albertoni
- Papa Benedetto XIII
- Papa Benedetto XIV
- Cardinale Enrico Enriquez
- Arcivescovo Manuel Quintano Bonifaz
- Cardinale Buenaventura Córdoba Espinosa de la Cerda
- Cardinale Giuseppe Maria Doria Pamphilj
- Papa Pio VIII
- Papa Pio IX
- Cardinale Raffaele Monaco La Valletta
- Cardinale Francesco Satolli
- Cardinale William Henry O'Connell

La successione apostolica è:
- Vescovo Joseph Gaudentius Anderson (1909)
- Vescovo John Joseph Nilan (1910)
- Vescovo John Bertram Peterson (1927)
- Vescovo Thomas Addis Emmet, S.I. (1930)
- Cardinale Richard James Cushing (1939)